# Riacho da Terra Nova
Riacho da Terra Nova är ett periodiskt vattendrag i Brasilien.   Det ligger i delstaten Pernambuco, i den östra delen av landet, 1 200 km nordost om huvudstaden Brasília.
Omgivningarna runt Riacho da Terra Nova är huvudsakligen savann. Runt Riacho da Terra Nova är det mycket glesbefolkat, med 6 invånare per kvadratkilometer.